# Ченстоховское гетто
Ченстоховское гетто (нем. Ghetto Tschenstochau) — одно из гетто периода Второй мировой войны, созданное нацистами в городе Ченстохова (южная Польша), с целью преследования и эксплуатации местных евреев во время оккупации нацистами Польши. Приблизительное число людей, живших в гетто в первый период — около 40 тысяч человек, на его пике, прямо перед массовыми депортациями — 48 тысяч человек.

## До войны
До начала Второй мировой войны в Ченстохове проживало около 28 500 евреев — примерно 20 % населения города. Они работали в разных отраслях промышленности, занимались ремесленничеством и торговлей. Существовали еврейские кредитные учреждения, профсоюзы, целый спектр политических партий и молодёжных движений, множество образовательных учреждений, библиотеки, около двадцати газет на идише, включая несколько ежедневных, еврейская больница на 50 коек. После Збоншинской депортации около 130 немецких евреев остались в Ченстохове.

## Оккупация города
Немцы оккупировали Ченстохову 3 сентября 1939 года. На следующий день солдаты и айнзатцкоманда l/ll убили от 300 до 500 жителей города, часть из них были евреями. В дальнейшем многих евреев города использовали для тяжелого принудительного труда. С 15 сентября в течение нескольких недель большинство предприятий, принадлежащих евреям, были закрыты или экспроприированы. В середине декабря 1939 года евреям Ченстоховы было приказано носить белую повязку со Звездой Давида на правой руке. 25 декабря 1939 года, в Рождество, немцы устроили еврейский погром и подожгли синагогу.

## Гетто

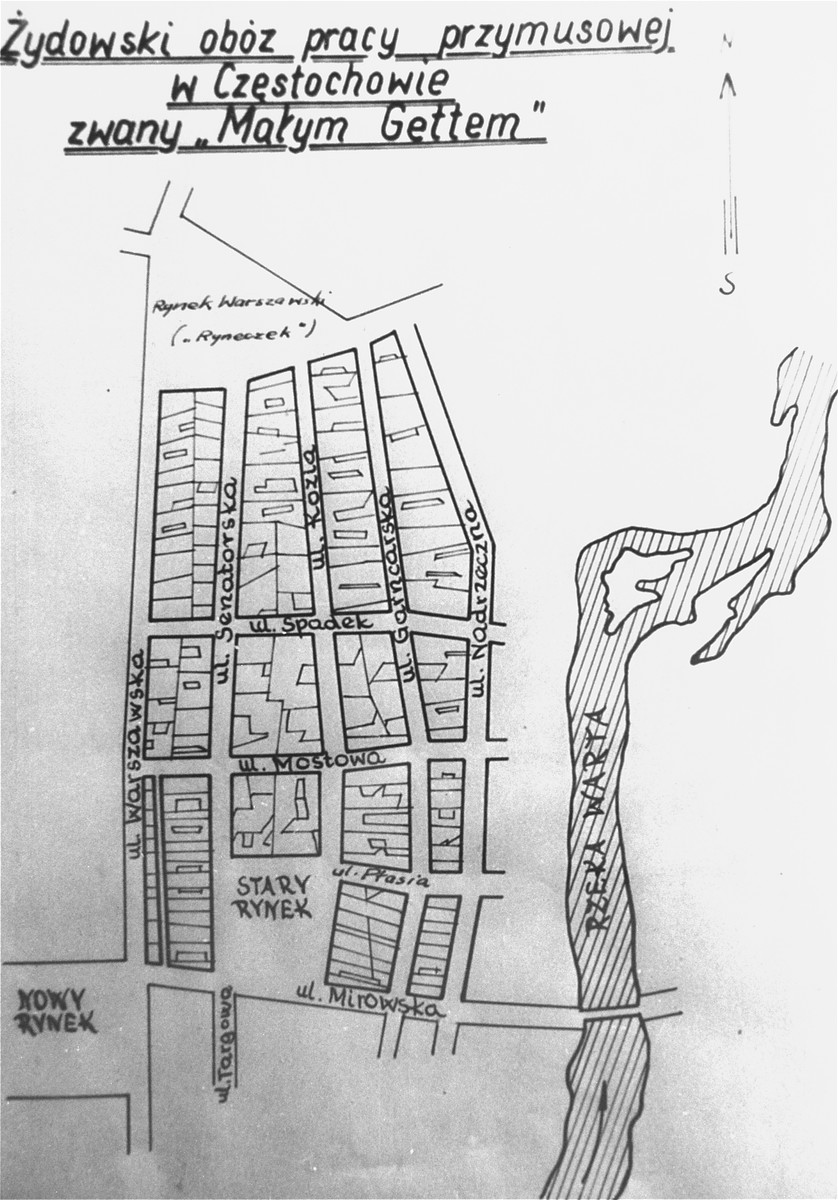
Схема расположения гетто

Официальный приказ о создании гетто был создан 9 апреля 1941 года штабс-гауптманом Рихардом Вендлером. В дополнение к евреям из Ченстохова, большое количество евреев было привезено из близлежащих городов и деревень, в том числе из Кшепице, Ольштына, Пширува, а также сотни изгнанных из польских земель, присоединённых к Третьему рейху в начале войны, в основном из городов Плоцк и Лодзь. Обитатели гетто были вынуждены работать в военной промышленности, большинство из них — в расширенном польском литейном заводе «Metalurgia», расположенном на улице Кротка (завод был передан немецкой мануфактурной компании HASAG), а также в других местных заводах и мастерских.
В конце 1942 года большинство заключённых гетто были доставлены на станцию Ченстохова Варта, где были погружены в вагоны и отправлены в лагерь смерти Треблинка. В июне 1943 года оставшиеся обитатели гетто начали восстание, которое было подавлено через несколько дней.
25 июня 1943 года около тридцати немецких полицейских атаковали главный бункер подпольщиков. Несколько бойцов сопротивления были убиты, несколько десятков сумели скрыться и уйти в лес. Последний бой состоялся 26 июня, оставшиеся бойцы гетто под командованием Ривки Гланц вступили перестрелку с немцами. Все повстанцы погибли, кроме самой Ривки Гланц.

## После войны
Несколько тысяч уцелевших евреев вернулись в город после войны. Однако в результате антисемитской погромной кампании в Польше и массовой эмиграции их число к 1955 году сократилось до 404 человек. Мемориальная доска в память о повстанцах гетто была размещена на площади Варшавского рынка, впоследствии переименованной в площадь Героев гетто.